# Кобея
Кобеята (Cobaea) е род цъфтящи растения, включващ около 20 вида бързорастящи декоративни катерливи растения, чийто местен ареал се простира от Мексико до Перу.

## Етимология
Ботаническото име почита отец Бернабе Кобо (Bernabé Cobo), испански йезуит от XVII век, натуралист и жител на Америка в продължение на много години.

## Описание
Дървесните стъбла могат да достигнат 6 м. Листата са с редуващи се лобове с противоположни двойки фелизи. В края на лятото до началото на пролетта големите цветове с форма на камбана се носят обилно и поединично по стъблата с яркозелени, виолетови или лилави цветове. Растенията могат да станат инвазивни в някои райони и са често срещани плевели в Нова Зеландия.

## Видове
Онлайн сайта „Списък с растения“ (версия 1.1, септември 2013 г.) приема следните видове:
- Cobaea aequatoriensis Aspl.
- Cobaea aschersoniana Brand
- Cobaea biaurita Standl.
- Cobaea campanulata Hemsl.
- Cobaea flava Prather
- Cobaea gracilis (Oerst.) Hemsl.
- Cobaea lutea D.Don
- Cobaea minor M.Martens & Galeotti
- Cobaea pachysepala Standl.
- Cobaea paneroi Prather
- Cobaea penduliflora (H.Karst.) Hook.f.
- Cobaea pringlei (House) Standl.
- Cobaea rotundiflora Prather
- Cobaea scandens Cav. – катерлива кобея
- Cobaea skutchii I.M.Johnst.
- Cobaea stipularis Benth.
- Cobaea trianae Hemsl.
- Cobaea triflora Donn.Sm.